# Mark Klett
Mark Klett (Albany, 1952) es fotógrafo, investigador y docente estadounidense.

## Biografía
Reside en Temple (Arizona, EE. UU.), donde ejerce de Profesor Regente de Arte en la Universidad Estatal de Arizon. Interesado en la intersección de la cultura, el paisaje y el tiempo. Klett inició su actividad de fotógrafo en los años sesenta. Antes, había trabajó como geólogo. En 1984, publicó Second View, un vasto proyecto que consistía en refotografiar los escenarios del oeste norteamericano que fotógrafos tan conocidos como Timothy O'Sullivan, entre otros, registraron en el transcurso de las expediciones comisionadas por el Gobierno Federal durante la segunda mitad del siglo XIX. Con este proyecto, Klett generó, a la vez, tres importantes elementos: la metodología necesaria para desarrollar el riguroso género de la refotografía, el equipo humano necesario para abarcar los ambiciosos propósitos de sus proyectos, y un discurso sobre la construcción del imaginario colectivo. A finales de los años noventa Klett retomó el mismo trabajo, lo que le llevó a publicar la monografía Third Views, Second Sights, donde se recogen las imágenes realizas en el siglo XIX, las de los años setenta y las del final del siglo XX.

## Algunas publicaciones
- Mark Klett: Saguaros de Gregory McNamee y Mark Klett (2007, Radius Books) ISBN 1-934435-00-7

- After the Ruins: Rephotographing the 1906 San Francisco Earthquake and Fire, University of California Press (2005) ISBN 0-520-24556-3

- Yosemite in Time: Ice Ages, Tree Clocks, Ghost Rivers, con Rebecca Solnit y Byron Wolfe, Trinity University Press (2005) ISBN 1-59534-042-4

- Third Views, Second Sights, A Rephotographic Survey of the American West, Museum of New Mexico Press (2004) ISBN 0-89013-432-4

- The Black Rock Desert, con Bill Fox, University of Arizona Press (2002) ISBN 0-8165-2172-7

- Desert Legends: Restorying the Sonoran Borderlands, con Gary Paul Nabhan, Henry Holt (1994)

- Capitol View: A New Panorama of Washington DC, con Merry Foresta, Smithsonian Institution y Book Studios (1994)

- Revealing Territory, University of New Mexico Press (1992)

- Photographing Oklahoma. 1889-1991, Oklahoma City Art Museum (1991)

- One City/Two Visions, Bedford Arts Publishers, San Francisco, CA (1990)

- Headlands: the Marin Coast at the Golden Gate, con Miles De Coster, Mike Mandel, Paul Metcalf y Larry Sultan, University of New Mexico Press (1989)

- Traces of Eden: Travels in the Desert Southwest, David R. Godine (1986)

- Second View: The Rephotographic Survey Project, con Ellen Manchester y JoAnn Verburg, University of New Mexico Press (1984)